# Agathis macrophylla
Agathis macrophylla ist eine Pflanzenart aus der Familie der Araukariengewächse (Araucariaceae). Sie kommt auf den Fidschiinseln, den Salomonen sowie auf Vanuatu vor.

## Beschreibung

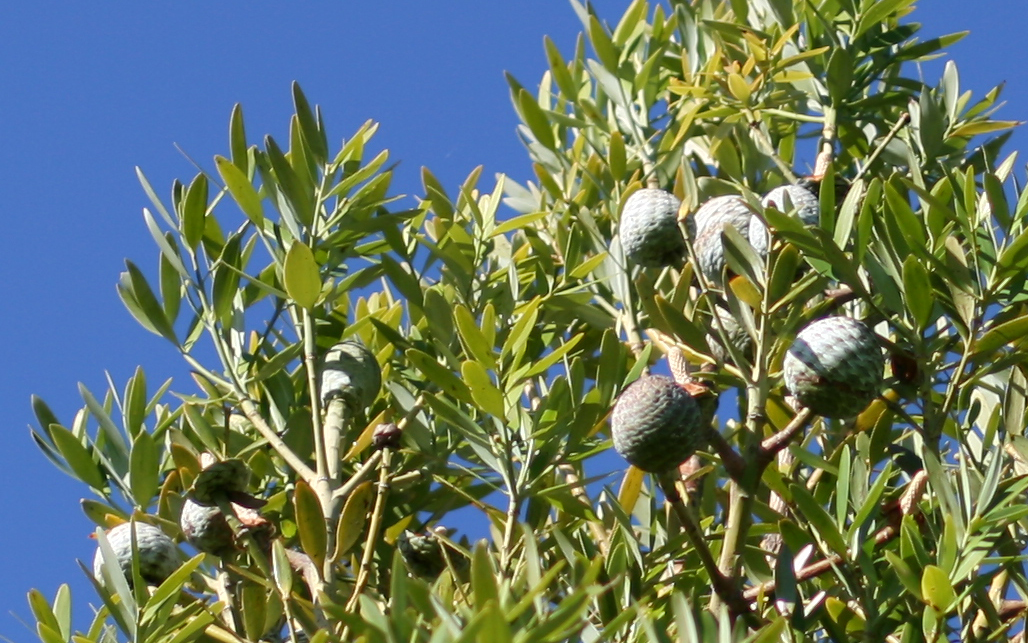
Zweige mit unreifen Zapfen

Agathis macrophylla wächst als immergrüner Baum, der Wuchshöhen von bis zu 40 Metern und Brusthöhendurchmesser von bis zu einem Meter erreichen kann. Der unbeastete Stamm geht in eine breite Krone über, welche aus gerade abstehenden oder nach oben gerichteten Ästen besteht. Die Zweige haben einen annähernd quadratischen Querschnitt. Die graue und schuppige Borke blättert in unregelmäßig geformten Stücken ab. Die innere Rinde ist rötlich gefärbt. Die glatte Zweigrinde weist eine olivbraune Färbung auf.
Die ledrigen, hellgrünen bis blaugrünen Blätter haben an einen kurzen abgeflachten Blattstiel und stehen fast gegenständig angeordnet an den Zweigen. Die Blätter von jungen Bäume, welche im Unterholz wachsen, sind bei einer Länge von 8 bis 17 Zentimeter und einer Breite von 3 bis 6 Zentimetern breit-lanzettförmig geformt und haben eine spitz bis stumpf zulaufende Spitze. Ältere Bäume haben eiförmig-lanzettförmige Blätter mit stumpfen oder abgerundeten Spitzen, welche 4 bis 8 Zentimeter lang und 1,5 bis 3 Zentimeter breit werden.
Die achselständigen männlichen Blütenzapfen haben einen 0,3 bis 0,7 Zentimeter langen kräftigen Stiel, werden zwischen 2,5 und 4,5 Zentimetern lang sowie zwischen 0,8 und 1,5 Zentimetern dick. Die Mikrosporophylle sind schuppenartig. Die kugeligen weiblichen Zapfen werden 10 bis 13 Zentimeter dick und stehen einzeln an den Zweigen. Sie sind anfangs grün, manchmal auch blaugrün und verfärben sich zur Reife hin braun. Die Zapfen bestehen aus Zapfenschuppen, welche rund 3,5 Zentimeter lang und zwischen 3,5 und 4,5 Zentimetern breit werden. Die Samen haben zwei unterschiedlich große Flügel und sind bei einer Länge von 1,2 bis 1,5 Zentimeter und einer Breite von 0,7 bis 0,8 Zentimeter länglich-eiförmig geformt. Der größere der beiden Samenflügel wird zwischen 2 und 2,5 Zentimeter lang und zwischen 1 und 1,5 Zentimeter breit, während der kleinere eine Breite von 0,3 bis 0,6 Zentimetern erreicht.

## Vorkommen und Gefährdung
Das natürliche Verbreitungsgebiet von Agathis macrophylla liegt auf einigen Inseln im südwestlichen Pazifik. Es umfasst dort die zu den Fidschis gehörenden Inseln Kadavu, Vanua Levu und Viti Levu, die zu den Salomonen gehörenden Santa-Cruz-Inseln Utupua und Vanikoro sowie die zu Vanuatu gehörenden Inseln Aneityum, Erromango und Tanna.
Agathis macrophylla gedeiht in Höhenlagen von 75 bis 900 Metern. Sie wächst vom Tiefland bis in niedrig gelegene Bergregenwäldern. Es werden meist Böden besiedelt, welche sich auf Vulkangestein, wie beispielsweise Basalt, gebildet haben.
Agathis macrophylla wird in der Roten Liste der IUCN als „gefährdet“ eingestuft. Als Hauptgefährdungsgrund wird die Abholzung der Wälder genannt, welche sich jedoch in der jüngeren Vergangenheit verlangsamt hat. Der Gesamtbestand gilt als rückläufig.

## Systematik
Die Erstbeschreibung als Dammara macrophylla erfolgte 1892 durch John Lindley in Royal Horticultural Society, Band 14, Seite 197. Maxwell Tylden Masters stellte ebenfalls im Jahr 1892 die Art als Agathis macrophylla in Journal of the Royal Horticultural Society, Band 14, Seite 197 in die Gattung Agathis.

## Nutzung
Das weiße oder blass rötliche Holz wird unter den Namen "Dakua" oder "Vanikoro kauri" gehandelt. Es eignet sich sehr gut für Konstruktionsarbeiten, zum Bootsbau sowie zur Herstellung von Möbeln. Das wohlriechende Harz wurde vor allem früher als Brennstoff für Lampen genutzt. Heute findet es vor allem als Firnis sowie als Keramikglasur Verwendung. Der Rauch der beim Verbrennen des Harzes entsteht wird auch heute noch zum Schwarzfärben von Kleidung eingesetzt.